# Nocturnal Arkonian Hordes
Nocturnal Arkonian Hordes – trzeci pełny album studyjny polskiej grupy black metalowej Arkona.

## Lista utworów
1. "Christianblood for Pagan Might" - 05:20
2. "Awaiting Old Millennium Return" - 04:18
3. "Yelling Beasts of the Wintermoon" - 05:42
4. "No Blood in My Body" - 06:09
5. "Abyss of the Frozen Ravenland" - 10:07
6. "Looking for a Shadow of the Master" - 10:37